# WASP-107 c
WASP-107 c est la deuxième exoplanète géante gazeuse du système planétaire de l'étoile naine orange WASP-107 située à 210 années-lumière du système solaire.

## Découverte
Elle est découverte en 2020 par Caroline Piaulet avec la méthode des vitesses radiales.

## Orbite
WASP-107c orbite en 3 ans autour de son étoile WASP-107 à une distance de 1,83 UA soit 273 674 430 km.
Son excentricité de 0.28 indique une orbite relativement ovale,. L'équipe de la découvreuse Caroline Piaulet émet l'hypothèse que cette excentricité est due à l'interaction avec WASP-107 b signe d’une perturbation dans l'histoire des deux planètes.

## Caractéristiques

### Masse
Elle a une masse égale 0,36 fois celle de Jupiter et un rayon de 1,18 fois celui de Jupiter.